# Ormos Ede
Ormos Ede eredeti neve Spitzer Adolf Ede (Hódmezővásárhely, 1873. június 11. – Németország, 1944)  újságíró, történész, szociográfus, költő.

## Életútja
Spitzer Ármin és Czukor Betti (Borbála) fiaként született zsidó származású családban. Jogi tanulmányait Budapesten végezte, majd 1899-ben Makón nyitott ügyvédi irodát. Itt szerkesztette a Makó és Vidéke című lapot, amelybe főként szociálpolitikai cikkeket írt. 1904-ben a budapesti Népszava szerkesztőségébe lépett, s a lap parlamenti rovatát vezette. A Tanácsköztársaság idején röpiratokat jelentetett meg, ezért a bukás után menekülnie kellett a felelősségre vonás és a fehérterror elől. Bécsi emigrációja során jelent meg a Mi okozta Magyarország szétbomlását? (Bécs, 1921) című történelmi tanulmánya. 1921-ben Erdélybe költözött, a kolozsvári Keleti Újság olvasószerkesztője, cikkírója, fordítója volt 1923-ig. A lap több novelláját és versét közölte ebben az időszakban. Az 1919-ben megjelent kötete, A tanyától a városig (Budapest 1919) kilenc novellát tartalmaz. Walter Gyula így írt róla: „Nem sokhúrú, sokváltozatú, de a saját húrjait mélyen és tisztán megrezgető, azt erősen birtokoló művész ő, aki néhány vonással, pár mondattal, a dolgok és helyzetek kellő közepébe lépéssel kölcsönöz életet, mozgalmasságot, színt embereinek és szituációinak. Így láttat meg aztán mégis határozottabban osztálykülönbségeket, sors-differenciákat.” Ezért nevezte őt szociális tendenciájú írónak.
1925–27 között szerkesztette a kolozsvári Funcționarul Forestier-Fatisztviselő (később Faipari Szemle) című három-, majd kétnyelvű lapot és annak kiadványát, a Romániai Faalmanachot (1925). 1927-ben Budapestre költözött, szociográfiai tanulmányokat írt, Ady Endre életrajzával és ismeretlen Ady-dokumentumokkal foglalkozott, melyek a költő és felesége közös életének mozzanatait tárták fel.
1944-ben a németek elhurcolták és ismeretlen helyen megölték.

### Egyéb művei
- A szocializmusról, különös tekintettel a hódmezővásárhelyi munkáskérdésre (Hódmezővásárhely 1896)
- A földosztás. 1919. évi 18. néptörvény a földművelő nép földhözjuttatásáról (Budapest 1919)
- A hódmezővásárhelyi munkás zendülés 1894. április 22. (Budapest  1919).

### Műfordításai
- Menger Antal: Új erkölcstan. Fordította Ormos Ede. Előszóval ellátta Somló Bódog, Budapest, 1907. (Társadalomtudományi Könyvtár)
- Menger Antal: A jövő állama. Fordította Ormos Ede dr. Budapest, 1908. (Szociológiai Könyvtár)

## Családja
Első felesége Dávidovich Blanka (1883–?) volt, akivel 1901. július 29-én Budapesten, az Erzsébetvárosban kötött házasságot. 1908-ban elváltak. Második házastársa Hevesi Józsa (1877–1958) tanítónő volt, Hoffmann Mór lánya, akivel 1911. október 29-én Budapesten, a Ferencvárosban esküdtek meg. 1913-ban elváltak. 1915. december 24-én ismét nőül vette első feleségét, akitől 1928-ban elvált.